# کالین ساستوریکس
کالین ساستوریکس (به انگلیسی: Colleen Sostorics) ورزشکار زن رشتهٔ هاکی روی یخ اهل کشور کانادا است. وی در بین سال‌های ‎۲۰۰۲ تا ۲۰۱۰ میلادی در مسابقات بازی‌های المپیک زمستانی در مجموع ۳ مدال طلا را کسب کرد.